# Komiek

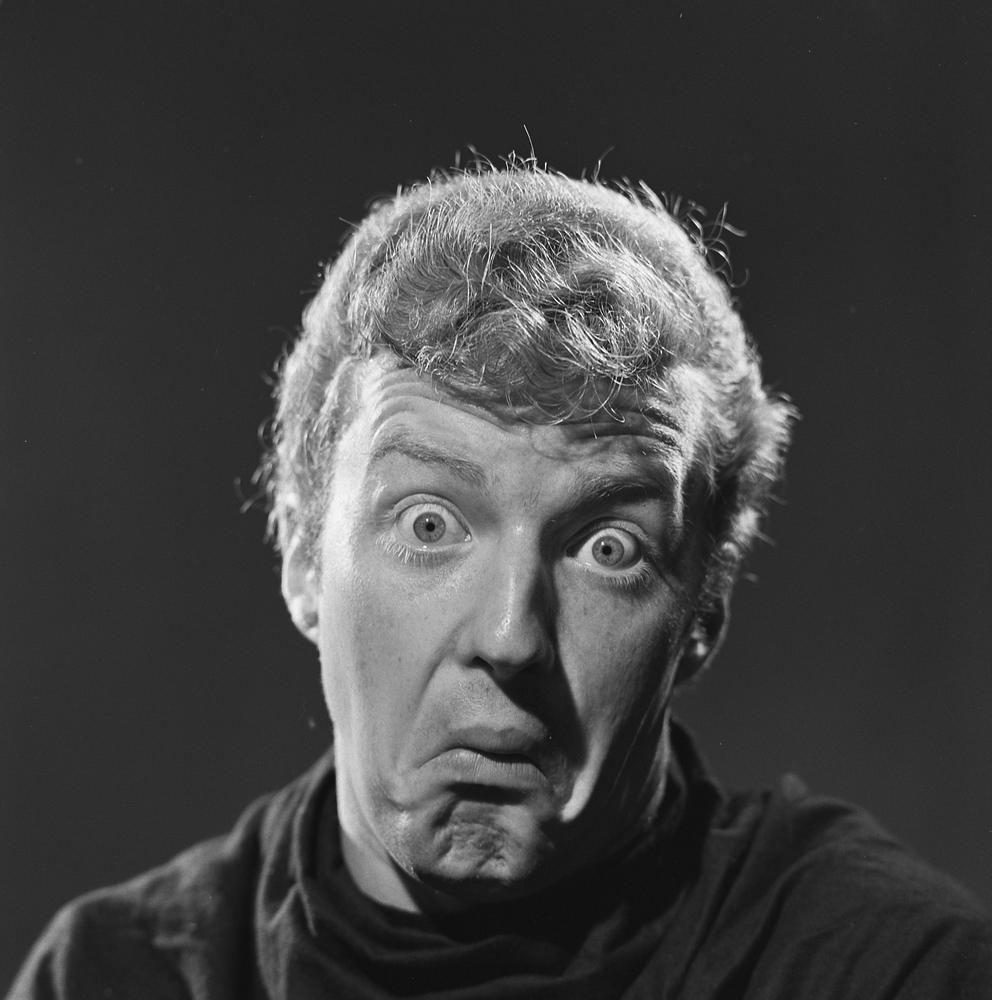
André van Duin, Nederlands komiek in 1969

Een komiek is een persoon die bijvoorbeeld door middel van gelaatsexpressies, lichaamstaal, beelden, muziek of spraak mensen probeert te laten lachen. Ook wordt het woord komisch als bijwoord wel gebruikt als synoniem van grappig.
Veelal wordt ook het Engelstalige comedian gebruikt. Een vrouwelijke komiek wordt een comédienne genoemd.

## Vormen
Er zijn verschillende soorten komieken. Alhoewel ze hier als solo-artiest worden beschreven kunnen ze ook als duo of met een grotere groep optreden. 
- Een clown is een entertainer die meestal actief is in een circus. Typisch voor dit soort komieken is dat ze zich schminken, extravagante kleren dragen en acrobatische stunts en goocheltrucs uitvoeren. Er bestaan echter ook tv-clowns en clowns die in ziekenhuizen patiënten opvrolijken, de zogenaamde cliniclowns. Een van de voorlopers van de clown is de nar, harlekijn of joker, een komische artiest tijdens de middeleeuwen en in de eeuwen voor de Verlichting. Hij trad op aan het hof om de koning en de edelen te vermaken of tijdens kermissen en andere volksfeesten om het gewone volk te amuseren.
- Een cabaretier of een revueartiest is een entertainer die grappige monologen (conferences) of sketches vertelt aan een publiek in een theaterzaal. Meestal wisselt hij zijn humoristische vertellingen af met zelfgemaakte muziek. Deze liedjes of instrumentale uitvoeringen zijn meestal ernstig bedoeld zodat het publiek even kan bijkomen van het lachen, maar kunnen eveneens humoristisch van aard zijn. De humor is meestal verbaal, maar ook slapstick is populair.
- Een stand-upcomedian is een komiek die komische monologen opvoert in relatief kleine uitgaansgelegenheden zoals nachtclubs, cafés,  casino's en kleinere theaters. Anders dan veel clowns of cabaretiers hebben ze vaak geen speciale opleiding gevolgd maar hun vak in de praktijk geleerd. Ze gebruiken voornamelijk verbale humor, met af en toe wat komische mimiek. Muzikale intermezzo's zijn meestal schaars.
- Omdat radiokomieken hun kunsten via de radio tonen is hun humor in essentie verbaal, soms aangevuld met geluidseffecten. Voor humoristische auteurs is radio ook het geschikte medium om hun teksten te laten voorlezen.
- Tv- en of filmkomieken leggen bij hun optredens in films of televisie vaak een grote nadruk op het visuele.
- Bij sommige zangers of muzikanten bestaat het repertoire geheel of gedeeltelijk uit komische liedjes of muziekstukken. Een bekend komisch muzikaal genre is de pastiche (in de klassieke muziek) en de carnavalskraker.